# Kamen Rider Kabuto
Kamen Rider Kabuto (仮面ライダーカブト Kamen Raidā Kabuto, Masked Rider Kabuto) là Kamen Rider Series thứ 16 thuộc thể loại Tokusatsu của Toei hợp tác với Ishinomori Production và được phát sóng tập đầu trên TV Asahi vào ngày 29 tháng 1 năm 2006 và phát sóng tập cuối cùng vào ngày 21 tháng 1 năm 2007. Loạt phim gồm 49 tập kỉ niệm 35 năm của Kamen Rider Series. Loạt phim cũng là bộ đầu tiên phát sóng ở định dạng format (độ nét cao)
Slogan của phim là "Bước đi trên Thiên Đạo, người sẽ thống trị tất cả mọi thứ!" (天の道を行き、総てを司る! Ten no michi o iki, subete o tsukasadoru!) và "Tôi là chính nghĩa." (俺が正義 Ore ga seigi).

## Nội dung
Cốt truyện xoay quanh một thanh niên tên Tendou Souji. Anh đã luyện tập suốt 7 năm trời để chờ đợi một thứ rất quan trọng. Đó là Kabuto Zecter, một con bọ để biến thân thành Kamen Rider Kabuto. Một sinh vật được gọi là WORMS có khả năng bắt chước một người nào đó, kể cả tính cách, thói quen và ký ức của họ. Tendou có nhiệm vụ phải tiêu diệt tất cả WORMS để bảo vệ con người. Đồng hành với anh là Kagami Arata, người sau này nhận được Gatack Zecter biến thân thành Kamen Rider Gatack. Cùng nhau, họ tiêu diệt tất cả các WORMS từ ngoài Trái Đất đến từ vụ thiên thạch rơi xuống Trái Đất 7 năm về trước

## Nhân vật

### Rider và Zecter
Zecter (ゼクター Zekutā) hay còn gọi là Masked Rider System (マスクドライダーシステム Masukudo Raidā Shisutemu) là những vật hình giống côn trùng (trừ Sasword Zecter là bọ cạp, thuộc lớp hình nhện) có khả năng cho người sử dụng biến hình thành Kamen Rider. Được chế tạo bởi các "Native", một chủng loài WORMS khác đến Trái Đất 35 năm trước. Các "Native" lần lượt gửi những Zecters xuống Trái Đất qua những phi thuyền. Và tổ chức ZECT thành nhận được những Zecters đó.
Các Zecters tự đi tìm người phù hợp để sử dụng, ban cho họ khả năng phi thường để chống lại WORMS. Mỗi Kamen Rider (trừ Kick Hopper, Punch Hopper) đều có hai dạng nguyên thủy (Hercus, Ketatos và Caucasus có một dạng có trong đồ chơi).Và mỗi Rider đều có một tuyệt chiêu dùng để finish các WORMS riêng tùy vào vũ khí sử dụng (trừ Gatack và Hyper Kabuto).
- Trong TV Show:

| Kabuto      | Tendou Souji                 |
| Gatack      | Kagami Arata                 |
| TheBee      | Yaguruma Sou ► Kageyama Shun |
| Drake       | Daisuke Kazama               |
| Sasword     | Tsurugi Kamishiro            |
| KickHopper  | Yaguruma Sou                 |
| PunchHopper | Kageyama Shun                |
| Dark Kabuto | Kusakabe Souji               |

- Trong movie:

| Hercus   | Oda Hidenori   |
| Ketaros  | Yamato Tetsuki |
| Caucasus | Kurosaki Issei |

Các Kamen Rider (ngoại trừ Kick - Punch Hopper) đều có hai dạng (form) cơ bản:
- Masked Form (マスクドフォーム Masukudo Fōmu?) là Form cơ bản. Khi biến thân sẽ tự động xuất hiện. Form này bao gồm một bộ giáp khá nặng, và nó hơi vướng cho người sử dụng khi tấn công những WORMS có độ nhanh nhẹn cao. Bù lại, form này có sức chịu đựng cao, rất phù hợp khi tiêu diệt những con WORMS yếu.
- Rider Form (ライダーフォーム Raidā Fōmu?) là form thứ hai mà tất cả các Riders đều có. Ở dạng này, các Riders có thể dùng Clock Up (クロックアップ Kurokku Appu?), một hệ thống đặc biệt của các Zecter cho phép gia tốc dòng chảy thời gian của người dùng (Time Acceleration Ability). Ở form này, các Rider có thể dùng được tuyệt chiêu finish của bản thân
  - Kabuto (Dark Kabuto tương tự): Rider Kick
  - Thebee: Rider Sting
  - Drake: Rider Shooting
  - Sasword: Rider Slash
  - Gatack: Rider Cutting và Rider Kick
  - PunchHopper: dùng Rider Jump trước và sau đó là Rider Punch
  - KickHopper: dùng Rider Jump trước rồi tiếp nối là Rider Kick
  - Hyper Kabuto: Hyper Kick, Hyper Slashing (kết hợp với Saword Zecter), Hyper Sting (kết hợp với Thebee Zecter), Hyper Shooting (kết hợp với Drake Zecter), Maximum Hyper Typhoon (kết hợp với cả ba Zecter và dùng Sword Mode), Maximum Hyper Cyclone (kết hợp với cả ba Zecter và dùng Gun Mode)
- Hyper Form là form đặc biệt của Kabuto. Dùng Hyper Zecter có khả năng dịch chuyển thời gian và cho các Rider bộ giáp mới mạnh hơn. Ở form này, Kabuto có thể dùng Hyper Clock Up - một hệ thống phát triển của Clock Up có thể điều khiển thời gian theo ý định của người sử dụng. Trong Hyper Battle Video, Gatack cũng có dạng Hyper của riêng mình khi được Kabuto Zecter gọi thêm 1 Hyper Zecter trong dòng thời gian

### ZECT
Tổ chức này xuất hiện từ đầu phim như 1 lực lượng của loài người để chống lại WORM. Nhưng dần dà về sau, bản chất của ZECT được lộ rõ sau những âm mưu nhằm cố gắng đoạt lại belt Kabuto hay hợp tác với Rena để tấn công các Rider.
Thực sự đây là 1 tổ chức hợp tác giữa con người và Native. Con người nhận lấy công nghệ từ Native, đổi lại, họ che giấu và bảo vệ Native khỏi WORM với lớp vỏ bọc 1 lực lượng an ninh. Ban tổ chức và nhân viên của ZECT bao gồm rất nhiều Native, và Nekishi - thủ lĩnh của Native cũng là cố vấn chính cho lực lượng này

### WORM
Là những sinh vật có thể giả dạng một người nào đó bao gồm hình dáng, tính cách, thói quen và ký ức của họ. Các WORMS sau khi giả dạng một người sẽ tự động đi tấn công người đó. Một trường hợp đặc biệt là có tới 3 WORMS giả dạng một bác sĩ có tiếng trong thành phố. Các WORMS rất tàn bạo, và chúng không bao giờ có lòng thương. Từ tập 41 đến 46, 5 thủ lĩnh của WORMS xuất hiện, chúng dẫn đầu các WORMS để tiêu diệt loài người

### Khác
Kamen Rider Kabuto: God Speed Love là một bộ phim dài (movie) nằm trong series Kamen Rider Kabuto. Bộ phim có cốt truyện là phần mở đầu cho loạt series này. Trong phim xuất hiện thêm 3 Kamen Rider mới là Hercus, Ketaros và Caucasus. Đặc biệt, một tổ chức cũng có nhiệm vụ tiêu diệt WORMS giống như ZECT được gọi là Neo-ZECT cũng xuất hiện trong phim

## Danh sách tập
1	"The Strongest Man"
("Saikyō Otoko" (最強男))
2	"The First Two-Step Transformation"
("Hatsu Ni-dan Henshin" (初２段変身))
3	"I am Justice!!"
("Ore wa Seigi!!" (俺が正義！！))
4	"Love Explanation!!"
("Ai o Toku!!" (愛を説く！！)) 
5	"Order to Capture!!"
("Hokaku Shirei!!" (捕獲指令！！)) 
6	"My Flower"
("Ore-sama no Hana" (オレ様の花))
7  "#2 Appears"	
("Nigō Shin Tōjō" (２号新登場))
8	"Angry Tofu"
("Ikareru Tōfu" (怒れる豆腐))
9	"TheBee's Insanity!!"
(("Hachi no Ranshin!!" (蜂の乱心！！)))
10	"I'm Not Your Friend"
(("Tomo ja Nee" (友じゃねぇ))) 	
11	"The Party Burns"
(("Gōkon Moeyu" (合コン燃ゆ))) 	
12	"The Makeup Thousand-Man Cut"
(("Keshō Sennin Giri" (化粧千人斬))) 
13	"The Team Dissolves"
("Chīmu Kaisan" (チーム解散)
14	"Back of the Back of the Back"
("Ura no Ura no Ura" (裏の裏の裏) 	
15	"The Monster Noted Doctor!?"
("Kaijin Meii!?" (怪人名医！？) 	
16	"An Impossible Storm"
("Masaka no Arashi" (まさかの嵐) 	
17	"Restored Memories!!"
("Yomigaeru Kioku!!" (甦る記憶！！)
18	"Farewell, Gon..."
("Saraba Gon..." (さらばゴン・・・)
19	"Scorpion Millionaire"
("Sasori Fugō" (さそり富豪) 	
20	"Eh, Jiiya?"
("Nee, Jiiya?" (ねぇじいや？) 	
21	"VS. Stag Beetle"
("Tai Kuwagata" (ＶＳクワガタ) 	
22	"Birth of a Special Compilation"
("Tanjō Tokubetsuhen" (誕生特別編) 	
23	"Riddle + Riddle = X"
("Nazo Tasu Nazo Wa Ekkusu" (謎＋謎＝Ｘ) 
24	"The Ramen Way"
("Rāmen Dō" (ラーメン道) 	
25	"The Proud Searchlight"
("Ogoru Sōsasen" (驕る捜査線) 	
26	"Love That Shook the Earth"
("Gekishin Suru Ai" (激震する愛) 	
27	"Me!? A Murderer"
("Ore!? Satsujinhan" (俺！？殺人犯) 
28	"Why!? Death"
(Naze!? Zetsumei" (なぜ！？絶命)
29	"The Dark Kitchen"
("Yami Kitchin" (闇キッチン) 	
30	"Miso Soup Ascension"
("Misoshiru Shōten" (味噌汁昇天) 	
31	"Shocking Fact"
("Shōgeki no Jijitsu" (衝撃の事実)
32	"Puzzle Unraveled!!"
("Tokeru Nazo!!" (解ける謎！！) 	
33	"The Sprouting Adjutant"
("Moeru Fukukan" (萌える副官) 	
34	"Breaking Super Evolution"
("Kudake Chō Shinka" (砕け超進化) 	
35	"The Hellish Brothers"
("Jigōku no Kyōdai" (地獄の兄弟) 	
36	"Red Shoes' Recklessness"
("Akai Kutsu Bōsō" (赤い靴暴走) 	
37	"School's Ghost Story"
("Gakkō no Kaidan" (学校の怪談) 	
38	"The Dangerous Younger Sister"
("Abunai Imōto" (あぶない妹) 	
39	"The Powerful Black Opponent"
("Kyōteki Kuro Kabu" (強敵黒カブ) 	
40	"The Saddest Battle"
("Saidai no Aisen" (最大の哀戦) 	
41	"The Strongest Defeated"
("Yabureru Saikyō" (敗れる最強) 	
42	"Worst Terror VS. Worst Fear"
("Saikyō Tai Saikyō" (最凶ｖｓ最恐) 	
43	"That Which We Aim For"
("Ore o Nerau Ore" (俺を狙う俺) 	
44	"Who You Will Live With"
("Ikiru to wa" (生きるとは) 	
45	"Christmas Earthquake"
("Kurisumasu Gekishin" (Ｘマス激震) 	
46	"Farewell, Tsurugi!!"
("Saraba Tsurugi!!" (さらば剣！！) 	
47	"Rushing into the Last Chapter"
("Saishūshō Totsunyū" (最終章突入) 	
48	"Tendou Dies!!"
("Tendō Shisu!!" (天道死す！！) 	
Finale	"Path of Heaven"
("Ten no Michi" (天の道)

## Diễn viên
- Souji Tendou, Souji Kusakabe (天道 総司、日下部 総司 Tendō Sōji, Kusakabe Sōji?): Mizushima Hiro (水嶋 ヒロ Mizushima Hiro?)
- Arata Kagami (加賀美 新 Kagami Arata?): Yuuki Sato (佐藤 祐基 Satō Yūki?)
- Sou Yaguruma (矢車 想 Yaguruma Sō?): Hidenori Tokuyama (徳山 秀典 Tokuyama Hidenori?)
- Shun Kageyama (影山 瞬 Kageyama Shun?): Masato Uchiyama (内山 眞人 Uchiyama Masato?)
- Daisuke Kazama (風間 大介 Kazama Daisuke?): Kazuki Kato (加藤 和樹 Katō Kazuki?)
- Tsurugi Kamishiro (神代 剣 Kamishiro Tsurugi?): Yamamoto Yusuke (山本 裕典 Yamamoto Yusuke?)
- Hiyori Kusakabe (日下部 ひより Kusakabe Hiyori?): Yui Satonaka (里中 唯 Satonaka Yui?)
- Renge Takatori (高鳥 蓮華 Takatori Renge?): Yuka Teshima (手嶋 ゆか Teshima Yuka?)
- Jyuka Tendou (天道 樹花 Tendō Juka?): Natsumi Okumura (奥村 夏未 Okumura Natsumi?)
- Shuichi Tadokoro (田所 修一 Tadokoro Shuichi?): Yoshiyuki Yamaguchi (山口 祥行 Yamaguchi Yoshiyuki?)
- Yuzuki Misaki (岬 祐月 Misaki Yuzuki?): Anna Nagata (永田 杏奈 Nagata Anna?)
- Gon (ゴン Gon?): Airu Kanzaki (神崎 愛瑠 Kanzaki Airu?)
- Jiya (じいや Jiiya?): Yasukiyo Umeno (梅野 泰靖 Umeno Yasukiyo?)
- Soichi Kusakabe (日下部 総一 Kusakabe Sōichi?): Go Narumi (鳴海 剛 Narumi Gō?)
- Satomi Kusakabe (日下部 さとみ Kusakabe Satomi?): Kaori Asano (浅野 香織 Asano Kaori?)
- Tendo of 7 Years Ago (７年前の天道 Shichinenmae no Tendō?): Sean Wiig (ショーン・ウィーグ Shōn Wīgu?)
- Hiyori of 7 Years Ago (７年前のひより Shichinenmae no Hiyori?): Reina Fujii (藤井 玲奈 Fujii Reina?)
- Rena Mamiya (間宮 麗奈 Mamiya Rena?): Hitomi Miwa (三輪 ひとみ Miwa Hitomi?)
- Reiji Nogi (乃木 怜治 Nogi Reiji?): Tak Sakaguchi (坂口 拓 Sakaguchi Taku?)
- Negishi (根岸 Negishi?): Masahiro Kobayashi (小林 正寛 Kobayashi Masahiro?)
- Yumiko Takemiya (竹宮 弓子 Takemiya Yumiko?): Megumi Nishimuta (西牟田 恵 Nishimuta Megumi?)
- Masato Mishima (三島 正人 Mishima Masato?): Tomohisa Yuge (弓削 智久 Yuge Tomohisa?)
- Riku Kagami (加賀美 陸 Kagami Riku?): Hirotaro Honda (本田 博太郎 Honda Hirotarō?)
- ZECTrooper (ゼクトルーパー Zekutorūpā?, Voice): Katsumi Shiono (塩野 勝美 Shiono Katsumi?)
- Zecter Voice (ゼクター音声 Zekutā Onsei?): Surage Gajria (スラージ・ガジリア Surāji Gajiria?)
- Narrator (ナレーター Narētā?): Eiichiro Suzuki (鈴木 英一郎 Suzuki Eiichirō?)